# Köpingsbygdens församling
Köpingsbygdens församling är en församling som ingår i Köpings pastorat i Södra Västmanlands kontrakt i Västerås stift i Svenska kyrkan. Församlingen ligger i Köpings kommun i Västmanlands län.

## Administrativ historik
Församlingen bildades 2010 genom sammanslagning av Köpings församling, Munktorps församling och Odensvi församling och utgjorde därefter till 2014 ett eget pastorat. Från 2014 ingår församlingen i Köpings pastorat.

## Kyrkor
- Köpings kyrka
- Odensvi kyrka
- Munktorps kyrka